# 김현자
김현자(1928년 3월 23일~2018년 4월 18일)는 대한민국의 정치인이다. 제11·12대 국회의원을 지냈다.

## 역대 선거 결과
|  | 35.6% |

|  | 35.25% |